# Parque nacional de Kahurangi
El Parque nacional de Kahurangi es un área protegida en el noroeste de la Isla Sur de Nueva Zelanda. Fue creado en 1996 y abarca 4.520 km². Es el segundo más grande de los catorce parques nacionales de Nueva Zelanda. Se formó a partir de lo que se llamó el  Parque Forestal del Noroeste de Nelson.
La Punta Kahurangi, considerada como el límite entre la costa oeste y las regiones de Tasmania, se encuentra en el parque, al igual que   Heaphy Track y el Monte Owen.
El parque es administrado por el Departamento de Conservación. Tramping, rafting y espeleología son actividades populares en el parque.